# Agfa-Gevaert
Agfa-Gevaert, «Агфа-Геварт» МФА: [ˈɑxfaː 'ɣeːvaːrt] — европейская компания, занимающаяся производством товаров для создания, обработки и воспроизведения изображений. Центральный офис компании находится в городе Мортсел (Бельгия).

## История

### Agfa
Компания AGFA была основана в 1867 году в Берлине химиком Паулем Мендельсоном Бартольди (нем. Paul Mendelssohn Bartholdy), сыном известного композитора Феликса Мендельсона, и Карлом Александром фон Мартиус (нем. Carl Alexander von Martius) под названием Gesellschaft für Anilinfabrikation GmbH. В начале 1872 года компания слилась с компанией Chemische Fabrik Dr. Jordan из берлинского района Трептов. 21 июля 1873 года компании образовали акционерное общество под названием Aktien-Gesellschaft für Anilin-Fabrikation (Акционерное общество по производству анилина). В 1888 году компания начала производство фотоматериалов, а в 1891 году запатентовала проявитель родинал, ставший стандартом для чёрно-белой фотографии. Торговая марка AGFA появилась в 1897 году.
В 1882 году компания создала свою научную лабораторию. В 1896 году был открыт завод по производству анилина и красителей в городе Греппин — в городе был дешёвый уголь и рабочая сила. Из-за сильного загрязнения воздуха в Берлине компания перенесла своё фотографическое производство в город Греппин. Для этого рядом с уже существующим заводом были приобретены 25,2 гектара земли. Завод начал работать в июле 1910 года, он стал вторым по величине в мире производителем фототоваров (после завода Eastman Kodak в Рочестере) и крупнейшим в Европе. Греппин подчинялся городу Вольфен, поэтому завод стал называться Agfa Wolfen. Во время Первой мировой войны компания производила фотопластинки для рентгеновских аппаратов, фотоплёнку для аэрофотосъёмки, фильтры и комплектующие для противогазов. В начале войны количество рабочих на заводе в Греппине сократилось с 504 до 335, но к концу войны выросло до 1000 человек.
За годы Первой мировой войны немецкие химические компании утратили лидирующие позиции на мировом рынке, и в начале 1920-х годов начались переговоры об объединении. В 1925 году Agfa вместе с компаниями Badische Anilin, Bayer, Hoechst, Weiler-ter-Meer и Griesheim-Elektron образовали концерн IG Farben, который возглавил Пауль Мендельсон Бартольди младший (1879—1956) — сын основателя Agfa. В результате обмена активами Agfa получила от BASF химическую фабрику в Мюнхене и завод по производству фотобумаги в Леверкузене. В 1928 году произошло слияние Agfa с американской компанией Ansco Photo Products, объединённая компания получила название Agfa Ansco Corporation, а в Швейцарии была зарегистрирована её холдинговая компания American I. G. Chemical Corporation; американские операции были конфискованы в 1941 году правительством США. В 1936 году началось производство цветной фотоплёнки Agfacolor.
После Второй мировой войны заводы Agfa оказались в разных оккупационных зонах. Agfa CameraWerk в Мюнхене оказался в оккупационной зоне США, завод по производству фотобумаги в Леверкузене — в зоне Великобритании, завод в Греппине — в советской зоне. Производство цветной кино- и фотоплёнки в Греппине в 1947 году было вывезено в СССР. Шосткинская киноплёночная фабрика №3 в 1948 году выполнила полив первой партии плёнки «ДС-2», а в 1952 году вместе с казанским заводом №8 (позднее «Тасма») освоила выпуск киноплёнки «ЛН-2», предназначенной для съёмки при свете ламп накаливания.
Производство фотоматериалов началось в 1945 году на заводе в Леверкузене, однако компания Agfa была воссоздана только в 1952 году как полностью контролируемая дочерняя структура Bayer. В 1956 году было заключено соглашение восточногерманской Agfa Wolfen с западногерманской Agfa о применении торговой марки Agfa. Agfa Wolfen продавала свою продукцию в странах советского блока, западногерманская Agfa — в других странах, кроме Франции и Югославии. Соглашение действовало до 1964 года, когда Agfa Wolfen начала производство продукции под торговой маркой ORWO (Original Wolfen).
Agfa AG поглотила несколько компаний. В 1952 году компанию UCA — Vereinigte Elektro-Optische Werke GmbH, которая производила шкальные и зеркальные фотоаппараты. В 1962 год был приобретён производитель фотоаппаратов Iloca-Witt из Гамбурга. В 1959 году был приобретён производитель затворов и экспонометров Fabrique d’Horologie La Vedette SA (Эльзас). В 1960 году Agfa AG приобрела производителя часов OSCO-Uhren. В этих компаниях Agfa AG владела от 50,24 % до 75 % акций. В 1961 году было приобретено 50 % акций компании Perutz Photowerke из Мюнхена, а в 1964 году — 100 %; компания была основана в 1880 году, и производила фотоаппараты. Также были приобретены химические предприятия Koepff & Söhne, Mimosa и Leonar-Werke.

### Группа Agfa-Gevaert
В 1964 году произошло слияние Agfa с бельгийской компанией Gevaert. Была создана группа Agfa-Gevaert, состоящая из немецкой компании Agfa-Gevaert AG и бельгийской Agfa-Gevaert NV, 50 % акций группы принадлежало концерну Bayer. Компания Gevaert была основана в 1894 году и в начале своей деятельности производила только фотобумагу. После слияния группа начала расширять деятельность в смежные отрасли, в частности в 1972 году Agfa-Gevaert выпустила первый разработанный в Европе копировальный аппарат. Однако рост конкуренции со стороны японских компаний стал большой проблемой для Agfa-Gevaert, она начала нести убытки и в 1981 году Bayer увеличил свою долю до 100 % акций группы. В 1983 году продажи группы составляли 5,9 млрд марок. Несмотря на трдности, группа оставалась одной из ведущих в мире по инновациям, ею были разработаны первые в мире светодиодный принтер (1983 год) и планшетный ccd-сканер (1985 год), в 1989 году одной из первых начала производство мини-фотолабораторий. В 1988 году было куплено две американские компании, Compugraphic (типографское оборудование) и Matrix (медицинское оборудование). В 1990 году было продано подразделение по производству магнитной ленты и компакт-кассет. В середине 1990-х годов были куплены подразделения типографского оборудования немецкой компании Hoechst и американской DuPont, в то же время подразделение копировальной техники было продано.
В 1999 году Agfa-Gevaert была выделена из Bayer путём размещения 75 % акций на фондовых биржах Франкфурта и Брюсселя, в 2002 году Bayer продал оставшиеся 25 %. Обретя самостоятельность, группа начала расти за счёт поглощений. В 2000 году была куплена компания Krautkramer, крупнейший в мире производитель систем для неразрушающего контроля. В том же году была куплена компания Quadrat, разработчик оборудования и программного обеспечения для радиологии.
В ноябре 2004 года из Agfa-Gevaert было выделено подразделение потребительских фототоваров AgfaPhoto, его владельцами стали менеджмент и группа инвесторов. В конце мая 2005 года AgfaPhoto объявила о банкротстве.
В апреле 2023 года было продано подразделение офсетных технологий (производство печатных пластин), его купила инвестиционная компания Aurelius Group.

## Деятельность
Основные производственные и исследовательские мощности Agfa расположены в Бельгии, США, Канаде, Германии, Австрии и Китае.
Выручка за 2023 год составила 1,15 млрд евро, основными рынками для компании были США (20 % выручки), Китай (12 %), Германия (7 %), Бельгия (7 %), Индия (5 %), Италия (4 %), Канада (4 %), Великобритания (4 %), Нидерланды (3 %), Бразилия (3 %), Франция (3 %).
Подразделения Agfa-Gevaert по состоянию на 2023 год:
- Radiology Solutions — рентгеновские аппараты и плёнка к ним, программное обеспечение; 37 % выручки;
- Digital Print & Chemicals — широкоформатные струйные принтеры, чернила к ним, оборудование для промышленного тестирования, различные плёнки для промышленности; 35 % выручки;
- HealthCare IT — системы хранения и обработки данных для медицинских учреждений (PACS); 22 % выручки.

## Продукция компании

### Химическая
Agfa производила анилиновые красители для тканей. В начале основными цветами были голубой и красный разных оттенков, в 1877 году появился зелёный краситель. К 1913 году на долю красителей приходилось 65 % выручки компании, 26 % — фото и киноплёнка, 7,7 % — медикаменты.

### Магнитные ленты
BASF в 1943 году начал производство магнитных лент на заводе в Вольфене. После Второй мировой войны это производство было передано Agfa. Позднее Agfa начала производство аудио- и видеокассет. В 1991 году производство кассет было продано BASF.

### Фототовары

#### Начало производства фототоваров
Химик доктор Момме Андресен (Dr. Momme Andresen) был принят на работу в Agfa в январе 1887 года. Он занимался любительской фотографией и был хорошо знаком с химическими процессами в фотографии. Андересен убедил руководство Agfa начать производство фотоматериалов. Он создал новые рецепты для проявителя и закрепителя, а в 1888 году — проявитель Родинал. Родинал продавался в виде жидкого концентрата, который нужно было просто разбавить. До этого фотографические реактивы продавались в виде порошков, которые фотограф смешивал самостоятельно.
В 1892 году Момме Андресен предложил компании производить фотопластинки. Технология промышленного производства фотопластин была в то время ещё плохо отработана. Agfa начала производство фотопластин в мае 1894 года. В 1898 году Agfa начала производство фотопластин для рентгена.

#### Фото- и киноплёнка
После производства фотопластин компания начала производство фотоплёнки. Eastman Kodak выпускал фотоплёнку с 1888 года. К 1896 году качество фотоплёнок значительно улучшилось — благодаря использованию кассеты, они могли заряжаться в фотоаппарат при дневном свете. Качество фотоплёнок Agfa, как и качество первых фотопластин, оставляло желать лучшего, и в 1905 году компания временно приостановила производство фотоплёнок.
Производство киноплёнок было более удачным. Основной проблемой киноплёнки тех времён было возгорание плёнки в работающем кинопроекторе. Agfa в 1908 году разработала подложку для плёнки, которая не загоралась. Производство безопасной плёнки началось в 1909 году.

#### Фотоаксессуары
В начале XX века Agfa начала производство различных аксессуаров для фотографии: фотовспышки (с 1907 года), фотоувеличители, кассеты для плёнок и т. д.

#### Цветная фотография
В 1909 году Agfa начала работать с технологиями цветной фотографии. В 1916 году появилась цветная слайдовая фотопластинка. Технология была очень несовершенной — для экспозиции требовалось в 80 раз больше времени, чем для чёрно-белой фотографии. В 1923 году новая пластинка требовала в 30 раз больше времени, чем для чёрно-белой фотографии. В солнечный день при диафрагме 4,5 требовалась выдержка 1/25 сек. В 1932 году появилась торговая марка Agfacolor. В 1936 году началось производство высокочувствительных цветных фотопластин Agfacolor Ultra.
В ноябре 1936 года Agfa впервые в мире представила цветную многослойную плёнку хромогенного типа. Слайдовая плёнка оставалась низкочувствительной. В 1939 году началось производство цветной негативной киноплёнки. 31 октября 1941 года состоялась премьера художественного фильма Frauen sind doch bessere Diplomaten (Женщины — лучшие дипломаты) на цветной плёнке Agfacolor.
В 1942 году была официально представлена технология цветной фотопечати. Производство цветных фотоматериалов было перенесено в Леверкузен в 1949 году, выпуск начался в январе 1950 года.

### Производство фотоаппаратов

#### Оптическая компания Александра Рентшиля
В 1896 году Александр Генри Рентшиль (Alexander Henry Rietzschel) основал свою оптическую компанию.
Ренштиль родился в 1860 году в Дрездене, работал механиком и оптиком в Carl Zeiss, в 1886 году переехал в Мюнхен. В Мюнхене работал в компании Objektivhersteller CA Steinheil, затем в Rodenstock GmbH. В 1896 году основал собственную компанию. Компания производила объектив Linear 4,5, в 1898 году Рентшиль получил патент на этот объектив. В 1900 году компания начала производство фотоаппарата Clack, а затем сменила своё наименование на Alexander Henry Rietzschel GmbH. Камера хорошо продавалась, и количество сотрудников компании выросло до 100. В 1905 году Рентшиль получил патент на фотоаппарат в металлическом корпусе.
К началу Первой мировой войны в компании Рентшиля работали 200 человек. Компания не выполняла военных заказов, и к началу 1919 года количество сотрудников сократилось до 100 человек. Компания испытывала финансовые трудности. Рентшиль нашёл партнёра — компанию Bayer. К 1 марта 1921 года Bayer приобрёл 80 % акций компании Рентшиля. В компании начал работать 26-летний механик из фотографического отделения Bayer — Бруно Уль (Bruno Uhl). Уль увеличил производство фотоаппаратов с 3700 до 6500 штук в год. В 1924 году Bayer приобрёл 100 % акций компании Рентшиля, и назначил директором Бруно Уля. Численность сотрудников компании выросла до 250 человек, они ежегодно производили 10700 фотоаппаратов.

#### Agfa Camera Werk
После образования IG Farben 10 декабря 1925 года все фотографические активы Agfa (и компания Рентшиля) были переименованы в Agfa Camerawerk München. На фотоаппараты начали наносить ромб Agfa, объективы продолжали выпускать под названием Rietzschel.
В 1928 году Agfa был выпущен первый фотоаппарат с роликовой плёнкой, а в 1937 году — первый 8 мм киносъёмочный аппарат.
Agfa Camerawerk München работала под лозунгом «Всё из одного источника». Компания производила фотоаппараты, фотоплёнки, химикаты, экспонометры и другое оборудование для фотографии.
В 1959 году выпущен первый автоматический фотоаппарат.
В 1964 году разработана система ускоренной зарядки плёнки «Рапид».
В 1967 году была создана дизайнерская студия Studio Schlagheck Schultes Design. Студия разрабатывала дизайн фотоаппаратов Agfa.
В 1969 году выпущена новая модель Optima 200 Sensor, послужившая родоначальницей популярной серии Optima Sensor с хорошо узнаваемым дизайном и выделяющейся ярко красной большой кнопкой спуска затвора.
В 1982 году было прекращено производство фотоаппаратов. В это время на заводах Agfa фотоаппараты производили 3800 человек.
В 2004 году из Agfa-Gevaert было выделено подразделение фототоваров AgfaPhoto.